# 宋史
| 中國二十四史 | 中國二十四史   | 中國二十四史 | 中國二十四史 | 中國二十四史 |
| 次序         | 書名           | 作者         | 作者         |              |
| 次序         | 書名           | 姓名         | 時代         |              |
| ------------ | -------------- | ------------ | ------------ | ------------ |
| 1            | 史记           | 司馬遷       | 西漢         |              |
| 2            | 汉书           | 班固         | 東漢         |              |
| 3            | 后汉书         | 范曄         | 劉宋         |              |
| 4            | 三國志         | 陈寿         | 西晋         |              |
| 5            | 晋书           | 房玄龄等     | 唐           |              |
| 6            | 宋书           | 沈约         | 蕭梁         |              |
| 7            | 南齐书         | 萧子显       | 蕭梁         |              |
| 8            | 梁书           | 姚思廉       | 唐           |              |
| 9            | 陈书           | 姚思廉       | 唐           |              |
| 10           | 魏书           | 魏收         | 北齐         |              |
| 11           | 北齐书         | 李百药       | 唐           |              |
| 12           | 周书           | 令狐德棻等   | 唐           |              |
| 13           | 南史           | 李延寿       | 唐           |              |
| 14           | 北史           | 李延寿       | 唐           |              |
| 15           | 隋书           | 魏徵等       | 唐           |              |
| 16           | 旧唐书         | 刘昫等       | 后晋         |              |
| 17           | 新唐书         | 欧阳修等     | 北宋         |              |
| 18           | 旧五代史       | 薛居正等     | 北宋         |              |
| 19           | 新五代史       | 欧阳修       | 北宋         |              |
| 20           | 宋史           | 脱脱等       | 元           |              |
| 21           | 辽史           | 脱脱等       | 元           |              |
| 22           | 金史           | 脱脱等       | 元           |              |
| 23           | 元史           | 宋濂等       | 明           |              |
| 24           | 明史           | 张廷玉等     | 清           |              |
| 相關         | 東觀漢記       | 劉珍等       | 東漢         |              |
| 相關         | 新元史         | 柯劭忞       | 民國         |              |
| 相關         | 清史稿         | 趙爾巽等     | 民國         |              |
| 相關         | 點校本二十四史 | 顧頡剛等     | 共和國       |              |

《宋史》是中國官方歷史著作二十四史之一，記錄了宋朝（960年－1279年）的歷史。 於元朝（1271年－1368年）末至正三年（1343年）由元朝丞相脫脫和阿鲁图先后主持，與《辽史》、《金史》同時修撰。元修《宋史》共有496章，包括宋代皇帝的傳記以及宋代政治家、士兵和哲學家的當代記錄和傳記。《宋史》是中國二十四史中最龐大的一部史書。
1977年，中華書局出版元修《宋史》的標點校勘本。

## 成書過程
元朝初期，元世祖忽必烈就曾诏修宋史，然因体例、年號不一而未成。元惠宗至正三年（1343年）三月，下令修辽、金、宋三史。铁木儿塔识、贺惟一、张起巖、欧阳玄等七人任总裁官，还有史官斡玉伦徒、泰不华、干文传、贡师道、余阙、贾鲁、危素等23人，脫脫於至正四年五月（1344年）辭職，中書右丞相阿魯圖繼任，阿魯圖雖名為都總裁，但不諳漢字。至正五年（1345年）十月成书，只用了两年半的时间。至正六年（1346年）在江浙行省予以刊刻。
全书《本纪》四十七卷，《志》一百六十二卷，《表》三十二卷，《列传》二百五十五卷，共四百九十六卷，是中国二十四史中最庞大的一部史书。《宋史》卷帙浩繁，共两千多人的列传，比《旧唐书》列传多出一倍，《周三臣传》將韩通、李筠、李重进同列，橫跨五代至宋初，弥补過去新舊五代史之不足。《志》共有十五志（天文、五行、律曆、地理、河渠、禮、樂、儀衛、輿服、選舉、職官、食貨、兵、刑、藝文），约占全书三分之一，僅次於《列傳》，份量在二十四史中也是独一无二的，《职官志》详细地记述了宋朝从中央到地方各级官僚机构的组织情况，《食货志》、《兵志》亦编得好，敘述之詳，為二十四史中所僅見。《食貨志》十四卷，相当于《旧唐书·食货志》的七倍。根据宋朝的情况，《宋史》还有《奸臣》四卷、《叛臣》三卷，为蔡京、黄潜善、秦桧、张邦昌、刘豫等所作的传记；另有《道学》四卷，为周敦颐、程颢、程颐、张载、朱熹等道学人物所作的传记。

## 評價
《宋史》遵循的思想是程朱理学，有《忠義傳》與《道學傳》，周敦颐、程颢、程颐、張載、邵雍、朱熹等皆能入傳，《忠义传》人物達二百七十八人之多，清人钱大昕说：“《宋史》最推崇道学，而尤以朱元晦（朱熹）为宗。”但他對《道學傳》持反對意見。《宋史》的修撰遵循“先儒性命之说”，“先理致而後文辞，崇道德而黜功利。书法以之而矜式，彝伦赖是以匡扶”。《宋史》否定王安石變法，將變法派的呂惠卿、曾布、章惇等人列入《奸臣傳》，主張北伐的韓侂胄亦列為奸臣，一心求和的史彌遠卻未列為奸臣。名將王堅於《宋史》中無傳。有關蒙古灭宋戰爭中蒙軍戰爭失利的記錄，也多所刪削。
《宋史》與《金史》均成於元朝，但兩史不同處甚多，例如：《宋史》寫岳飛百戰百勝，更大破金人，《金史》僅稱“（兀术）自率取亳州及顺昌府、嵩、汝等州，相次皆下，时暑，还军于汴。岳飞等军皆退去。”《宋史》记载岳飞事蹟多取自其孙岳珂的家傳《鄂王行實編年》，有若干可資研究的疑點，如郾城之戰是否為大捷仍待商榷，十二道金牌的真實性。八字军统帅王彦攻下新乡城，岳珂竟將戰功算在岳飞名下，《宋史·岳飞传》亦據此照抄。另外，岳家軍是否果真秋毫無犯，亦可商榷。清人赵翼在《二十二史劄記》特記一節《宋金用兵需参观二史》。
由于《宋史》仓卒写定，检校难周，又出于众人之手，因此，它在文字修饰、史料剪裁、史事考订、全书体例等方面，不免舛谬抵牾，如“一人两传”，《宋史》列傳一百一十六有《李熙靖傳》，二百十二又有《李熙靖傳》。无传而说有传，一事常数见，有目而无文，事实记载详北宋而略南宋，詳南宋前期而略後期，《循吏传》皆錄北宋人，南宋竟無一人，亦不收《洗冤集錄》作者宋慈，《文苑传》共96人，僅11人为南宋人。使它在二十四史中又有繁芜杂乱之称。全祖望曾言“某少读《宋史》，叹其自建炎南迁，荒谬满纸，欲得以为蓝本，或更为拾遗补阙于其间。”清代赵翼说：“宋代国史，国亡时皆入于元，元人修史时，大概只就宋旧本稍为排次。”《四庫全書總目》即说过《宋史》“其大旨以表章道学为宗，余事不甚措意，故舛谬不能殚数。”
然而《宋史》保留元朝所有的大多數史料，因此不同於以往史官在修史時在維護當代政治因素下進行非客觀的竄改，因此保留最詳盡的史料供後人考閱和重修，為二十四史中篇帙最為浩繁的史書。
朝鮮李舜臣讀宋史後說：“嗚呼！玆何等時而綱欲去耶！去又何之耶！夫人臣事君，有死無貳。當是時也，宗社之危，僅如一髮之引千鈞，玆正人臣捐軀報國之秋，去之之言，固不可萌諸心，况敢出諸口耶。然則爲綱計奈何，毀形泣血， 披肝瀝膽，明言事勢至此，無可和之理。言旣不從，繼之以死，又不然，姑從其計，身豫其間，爲之委曲彌縫，死中求生，萬一或有可濟之理，綱計不出此而欲求去，玆豈人臣委身事君之義哉。”（󰡔李忠武公全書󰡕 卷1，襍著，讀宋史）

## 影響
清初詔修《明史》，徐乾学在《修史条议》中提出仿《宋史·道学传》之例，在《明史》中立《理学传》，後因反對者眾而作罷。歷代屢有重修《宋史》之議。明代嘉靖二十五年（1546年）王洙完成《宋史质》100卷，嘉靖三十四年柯维骐編有《宋史新编》200卷，王惟俭有《宋史记》250卷。清代陳黃中編《宋史稿》219卷，朝鮮的李算也編了一部148卷的《宋史筌》。這些改訂之作，雖然修正了《宋史》的某些缺點，但至今仍沒有一部史書能夠取代《宋史》。
乾隆末年，邵晉涵發憤重修《宋史》，錢大昕、章學誠曾參與制定體例，邵先撰《南都事略》，然後再修《宋史》，惜書未竟而卒。光緒間，陸心源編《宋史翼》40卷，補《宋史》列傳之所遺。

## 内容

### 本紀
1. 本紀第一 - 太祖一
2. 本紀第二 – 太祖二
3. 本紀第三 – 太祖三
4. 本紀第四 – 太宗一
5. 本紀第五 – 太宗二
6. 本紀第六 – 真宗一
7. 本紀第七 – 真宗二
8. 本紀第八 – 真宗三
9. 本紀第九 – 仁宗一
10. 本紀第十 – 仁宗二
11. 本紀第十一 – 仁宗三
12. 本紀第十二 – 仁宗四
13. 本紀第十三 – 英宗
14. 本紀第十四 - 神宗一
15. 本紀第十五 – 神宗二
16. 本紀第十六 – 神宗三
17. 本紀第十七 – 哲宗一
18. 本紀第十八 – 哲宗二
19. 本紀第十九 – 徽宗一
20. 本紀第二十 – 徽宗二
21. 本紀第二十一 – 徽宗三
22. 本紀第二十二 – 徽宗四
23. 本紀第二十三 – 欽宗
24. 本紀第二十四 – 高宗一
25. 本紀第二十五 – 高宗二
26. 本紀第二十六 – 高宗三
27. 本紀第二十七 – 高宗四
28. 本紀第二十八 – 高宗五
29. 本紀第二十九 – 高宗六
30. 本紀第三十 – 高宗七
31. 本紀第三十一 – 高宗八
32. 本紀第三十二 – 高宗九
33. 本紀第三十三 – 孝宗一
34. 本紀第三十四 – 孝宗二
35. 本紀第三十五 - 孝宗三
36. 本紀第三十六 – 光宗
37. 本紀第三十七 – 宁宗一
38. 本紀第三十八 – 宁宗二
39. 本紀第三十九 – 宁宗三
40. 本紀第四十 – 宁宗四
41. 本紀第四十一 - 理宗一
42. 本紀第四十二 - 理宗二
43. 本紀第四十三 - 理宗三
44. 本紀第四十四 – 理宗四
45. 本紀第四十五 – 理宗五
46. 本紀第四十六 – 度宗
47. 本紀第四十七 - 瀛国公・建国公・永国公

### 志
1. 志第一 – 天文一
2. 志第二 – 天文二
3. 志第三 – 天文三
4. 志第四 – 天文四
5. 志第五 – 天文五
6. 志第六 – 天文六
7. 志第七 – 天文七
8. 志第八 – 天文八
9. 志第九 – 天文九
10. 志第十 – 天文十
11. 志第十一 – 天文十一
12. 志第十二 – 天文十二
13. 志第十三 – 天文十三
14. 志第十四 – 五行一上
15. 志第十五 – 五行一下
16. 志第十六 – 五行二上
17. 志第十七 – 五行二下
18. 志第十八 – 五行三
19. 志第十九 – 五行四
20. 志第二十 – 五行五
21. 志第二十一 – 律历一
22. 志第二十二 – 律历二
23. 志第二十三 – 律历三
24. 志第二十四 – 律历四
25. 志第二十五 – 律历五
26. 志第二十六 – 律历六
27. 志第二十七 – 律历七
28. 志第二十八 – 律历八
29. 志第二十九 – 律历九
30. 志第三十 – 律历十
31. 志第三十一 – 律历十一
32. 志第三十二 – 紀元历
33. 志第三十三 – 紀元历
34. 志第三十四 – 律历十四
35. 志第三十五 – 律历十五
36. 志第三十六 – 律历十六
37. 志第三十七 – 律历十七
38. 志第三十八 – 地理一
39. 志第三十九 – 地理二
40. 志第四十 – 地理三
41. 志第四十一 – 地理四
42. 志第四十二 – 地理五
43. 志第四十三 – 地理六
44. 志第四十四 - 河渠一
45. 志第四十五 - 河渠二
46. 志第四十六 - 河渠三
47. 志第四十七 - 河渠四
48. 志第四十八 - 河渠五
49. 志第四十九 - 河渠六
50. 志第五十 - 河渠七
51. 志第五十一 – 礼一
52. 志第五十二 – 礼二
53. 志第五十三 – 礼三
54. 志第五十四 – 礼四
55. 志第五十五 – 礼五
56. 志第五十六 - 礼六
57. 志第五十七 - 礼七
58. 志第五十八 - 礼八
59. 志第五十九 - 礼九
60. 志第六十 - 礼十
61. 志第六十一 - 礼十一
62. 志第六十二 - 礼十二
63. 志第六十三 - 礼十三
64. 志第六十四 - 礼十四
65. 志第六十五 - 礼十五
66. 志第六十六 - 礼十六
67. 志第六十七 - 礼十七
68. 志第六十八 - 礼十八
69. 志第六十九 - 礼十九
70. 志第七十 - 礼二十
71. 志第七十一 - 礼二十一
72. 志第七十二 - 礼二十二
73. 志第七十三 - 礼二十三
74. 志第七十四 - 礼二十四
75. 志第七十五 - 礼二十五
76. 志第七十六 - 礼二十六
77. 志第七十七 - 礼二十七
78. 志第七十八 - 礼二十八
79. 志第七十九 – 乐一
80. 志第八十 - 乐二
81. 志第八十一 - 乐三
82. 志第八十二 - 乐四
83. 志第八十三 - 乐五
84. 志第八十四 - 乐六
85. 志第八十五 - 乐七
86. 志第八十六 - 乐八
87. 志第八十七 - 乐九
88. 志第八十八 - 乐十
89. 志第八十九 - 乐十一
90. 志第九十 - 乐十二
91. 志第九十一 - 乐十三
92. 志第九十二 - 乐十四
93. 志第九十三 - 乐十五
94. 志第九十四 - 乐十六
95. 志第九十五 - 乐十七
96. 志第九十六 – 儀衛一
97. 志第九十七 - 儀衛二
98. 志第九十八 - 儀衛三
99. 志第九十九 - 儀衛四
100. 志第一百 - 儀衛五
101. 志第一百一 - 儀衛六
102. 志第一百二 - 輿服一
103. 志第一百三 - 輿服二
104. 志第一百四 - 輿服三
105. 志第一百五 - 輿服四
106. 志第一百六 - 輿服五
107. 志第一百七 - 輿服六
108. 志第一百八 – 選举一
109. 志第一百九 - 選举二
110. 志第一百十 - 選举三
111. 志第一百一十一 - 選举四
112. 志第一百一十二 - 選举五
113. 志第一百一十三 - 選举六
114. 志第一百一十四 – 職官一
115. 志第一百一十五 - 職官二
116. 志第一百一十六 - 職官三
117. 志第一百一十七 - 職官四
118. 志第一百一十八 - 職官五
119. 志第一百一十九 - 職官六
120. 志第一百二十 - 職官七
121. 志第一百二十一 - 職官八
122. 志第一百二十二 - 職官九
123. 志第一百二十三 - 職官十
124. 志第一百二十四 - 職官十一
125. 志第一百二十五 - 職官十二
126. 志第一百二十六 - 食货上一
127. 志第一百二十七 - 食货上二
128. 志第一百二十八 - 食货上三
129. 志第一百二十九 - 食货上四
130. 志第一百三十 - 食货上五
131. 志第一百三十一 - 食货上六
132. 志第一百三十二 - 食货下一
133. 志第一百三十三 - 食货下二
134. 志第一百三十四 - 食货下三
135. 志第一百三十五 - 食货下四
136. 志第一百三十六 - 食货下五
137. 志第一百三十七 - 食货下六
138. 志第一百三十八 - 食货下七
139. 志第一百三十九 - 食货下八
140. 志第一百四十 – 兵一
141. 志第一百四十一 - 兵二
142. 志第一百四十二 - 兵三
143. 志第一百四十三 - 兵四
144. 志第一百四十四 - 兵五
145. 志第一百四十五 - 兵六
146. 志第一百四十六 - 兵七
147. 志第一百四十七 - 兵八
148. 志第一百四十八 - 兵九
149. 志第一百四十九 - 兵十
150. 志第一百五十 - 兵十一
151. 志第一百五十一 - 兵十二
152. 志第一百五十二 – 刑法一
153. 志第一百五十三 – 刑法二
154. 志第一百五十四 – 刑法三
155. 志第一百五十五 – 艺文一
156. 志第一百五十六 - 艺文二
157. 志第一百五十七 - 艺文三
158. 志第一百五十八 - 艺文四
159. 志第一百五十九 - 艺文五
160. 志第一百六十 - 艺文六
161. 志第一百六十一 - 艺文七
162. 志第一百六十二 - 艺文八

### 表
1. 表第一 - 宰輔一
2. 表第二 - 宰輔二
3. 表第三 - 宰輔三
4. 表第四 - 宰輔四
5. 表第五 - 宰輔五
6. 表第六 – 宗室世系一
7. 表第七 - 宗室世系二
8. 表第八 - 宗室世系三
9. 表第九 - 宗室世系四
10. 表第十 - 宗室世系五
11. 表第十一 - 宗室世系六
12. 表第十二 - 宗室世系七
13. 表第十三 - 宗室世系八
14. 表第十四 - 宗室世系九（以上為太祖系）
15. 表第十五 - 宗室世系十
16. 表第十六 - 宗室世系十一
17. 表第十七 - 宗室世系十二
18. 表第十八 - 宗室世系十三
19. 表第十九 - 宗室世系十四
20. 表第二十 - 宗室世系十五
21. 表第二十一 - 宗室世系十六
22. 表第二十二 - 宗室世系十七
23. 表第二十三 - 宗室世系十八
24. 表第二十四 - 宗室世系十九（以上為太宗系）
25. 表第二十五 - 宗室世系二十
26. 表第二十六 - 宗室世系二十一
27. 表第二十七 - 宗室世系二十二
28. 表第二十八 - 宗室世系二十三
29. 表第二十九 - 宗室世系二十四
30. 表第三十 - 宗室世系二十五
31. 表第三十一 - 宗室世系二十六
32. 表第三十二 - 宗室世系二十七（以上為魏王廷美總系）

### 列传
1. 列传第一 后妃上 - 太祖母昭憲杜太后・太祖孝惠賀皇后・孝明王皇后・孝章宋皇后・太宗淑德尹皇后・懿德符皇后・明德李皇后・元德李皇后・真宗章怀潘皇后・章穆郭皇后・章獻明肅劉皇后・李宸妃・楊淑妃・沈貴妃・仁宗郭皇后・慈聖光献曹皇后・張貴妃・苗貴妃・周貴妃・楊德妃・馮賢妃・英宗宣仁聖烈高皇后
2. 列传第二 后妃下 - 神宗欽聖憲肅向皇后・欽成朱皇后・欽慈陳皇后・林賢妃・武賢妃・哲宗昭慈聖献孟皇后・昭怀劉皇后・徽宗显恭王皇后・鄭皇后・王貴妃・韋賢妃・喬貴妃・劉貴妃・刘安妃・欽宗朱皇后・高宗憲節邢皇后・憲聖慈烈吴皇后・潘賢妃・張賢妃・劉貴妃・劉婉儀・張貴妃・孝宗成穆郭皇后・成恭夏皇后・成肅謝皇后・蔡貴妃・李賢妃・光宗慈懿李皇后・黄貴妃・宁宗恭淑韓皇后・恭聖仁烈楊皇后・理宗謝皇后・度宗全皇后・楊淑妃
3. 列传第三 宗室一 - 魏王趙廷美・燕王趙德昭・秦王趙德芳
4. 列传第四 宗室二 - 漢王趙元佐・昭成太子趙元僖・商王趙元份・越王趙元傑・鎮王趙元偓・楚于趙元偁・周王趙元儼・崇王趙元億・悼献太子趙祐・濮王趙允让
5. 列传第五 宗室三 - 吴王顥・益王頵・吴王佖・燕王俁・楚王似・献愍太子茂・鄆王楷・肅王枢・景王杞・济王栩・徐王棣・沂王㮙・和王栻・信王榛・太子諶・元懿太子旉・信王璩・庄文太子愭・魏王愷・景献太子詢・鎮王竑
6. 列传第六 宗室四 - 子淔・子崧・子櫟・子砥・子晝・子潚・師𢍰・希言・希懌・士珸・士㒟・士𡸕・士皘・不群・不棄・不尤・不𢙯・善俊・善誉・汝述・叔近・叔向・彦倓・彦橚・彦逾
7. 列传第七 公主 - 秦国大長公主・太祖六女・太宗七女・真宗二女・仁宗十三女・英宗四女・神宗十女・哲宗四女・徽宗三十四女・孝宗二女・光宗三女・魏惠献王一女・宁宗一女・理宗一女
8. 列传第八 – 范質・王溥・魏仁浦
9. 列传第九 – 石守信・王審琦・高怀德・韓重贇・張令鐸・羅彦瓌・王彦昇
10. 列传第十 – 韓令坤・慕容延釗・符彦卿
11. 列传第十一 – 王景・王晏・郭從義・李洪信・武行德・楊承信・侯章
12. 列传第十二 – 折德扆・馮继業・王承美・李继周・孫行友
13. 列传第十三 – 侯益・張從恩・扈彦珂・薛怀讓・趙贊・李继勳・藥元福・趙晁
14. 列传第十四 – 郭崇・楊廷璋・宋偓・向拱・王彦超・張永德・王全斌・康延澤
15. 列传第十五 – 趙普
16. 列传第十六 – 吴廷祚・李崇矩・王仁贍・楚昭輔・李处耘
17. 列传第十七 – 曹彬・潘美・李超
18. 列传第十八 – 張美・郭守文・尹崇珂・劉廷讓・袁继忠・崔彦進・張廷翰・皇甫继明・張瓊
19. 列传第十九 – 曹翰・楊信・進・李漢瓊・劉遇・李怀忠・米信・田重進・劉廷翰・崔翰
20. 列传第二十 – 李瓊・郭瓊・陳承昭・李万超・白重贊・王仁鎬・陳思讓・焦继勳・劉重進・袁彦・祁廷訓・張鐸・李万全
21. 列传第二十一 – 李穀・昝居潤・竇貞固・李涛・王易簡・趙上交・張錫・張铸・边归讜・劉温叟・劉涛・边光範・劉載・程羽
22. 列传第二十二 – 張昭・竇儀・呂余慶・劉熙古・石熙載・李穆
23. 列传第二十三 – 薛居正・沈倫・盧多遜・宋琪
24. 列传第二十四 – 李昉・呂蒙正・張齐賢・賈黄中
25. 列传第二十五 – 錢若水・蘇易簡・郭贄・李至・辛仲甫・王沔・温仲舒・王化基
26. 列传第二十六 – 張宏・趙昌言・陳恕・劉昌言・張洎・李惟清
27. 列传第二十七 – 柴禹錫・張遜・楊守一・趙鎔・周瑩・王继英・王显
28. 列传第二十八 – 陶穀・扈蒙・王著・王祐・楊昭俭・魚崇諒・張澹・高錫
29. 列传第二十九 – 顏衎・劇可久・趙逢・蘇晓・高防・馮瓚・边珝・王明・許仲宣・楊克讓・段思恭・侯陟・李符・魏丕・董樞
30. 列传第三十 – 馬令琮・杜漢徽・張廷翰・吴虔裕・蔡審廷・周广・張勳・石曦・張藏英・陸万友・解暉・李韜・王晋卿・郭廷謂・趙延進・輔超
31. 列传第三十一 – 楊業・荊罕儒・曹光实・張暉・司超
32. 列传第三十二 – 李進卿・楊美・何继筠・李漢超・郭進・李謙溥・姚内斌・董遵誨・賀惟忠・馬仁瑀
33. 列传第三十三 – 王贊・張保续・趙玭・盧怀忠・王继勳・丁德裕・張延通・梁迥・史珪・田欽祚・侯贇・王文宝・翟守素・王侁・劉審瓊
34. 列传第三十四 – 劉褔・安守忠・孔守正・譚延美・元達・常思德・尹继倫・薛超・郭密・田仁朗・劉謙
35. 列传第三十五 – 劉保勳・滕中正・劉蟠・孔承恭・宋璫・袁廓・樊知古・臧丙・徐休復・張观・陳從信・張平・王继昇・尹憲・王賓・安忠
36. 列传第三十六 – 張鑑・姚坦・索湘・宋太初・盧之翰・鄭文宝・王子輿・劉綜・卞袞・許驤・裴庄・牛冕・欒崇吉・袁逢吉・韓国華・何蒙・慎知礼
37. 列传第三十七 – 馬全義・雷德驤・王超
38. 列传第三十八 – 王继忠・傅潜・戴興・王漢忠・王能・張凝・魏能・陳興・許均・張進・李重貴・呼延贊・劉用・耿全斌・周仁美
39. 列传第三十九 – 田紹斌・王荣・楊瓊・錢守俊・徐興・王杲・李重誨・白守素・張思鈞・李琪・王延範
40. 列传第四十 – 呂端・畢士安・寇準
41. 列传第四十一 – 李沆・王旦・向敏中
42. 列传第四十二 – 王欽若・丁謂・夏竦
43. 列传第四十三 – 陳堯佐・宋庠
44. 列传第四十四 – 陳執中・劉沆・馮拯・賈昌朝・梁適
45. 列传第四十五 – 魯宗道・薛奎・王曙・蔡齐
46. 列传第四十六 – 楊礪・宋湜・王嗣宗・李昌龄・趙安仁・陳彭年
47. 列传第四十七 – 任中正・周起・程琳・姜遵・范雍・趙稹・任布・高若訥・孫沔
48. 列传第四十八 – 高瓊・范廷召・葛霸
49. 列传第四十九 – 曹利用・張耆・楊崇勳・夏守恩・狄青・郭逵
50. 列传第五十 – 吴育・宋綬・李若谷・王博文・王鬷
51. 列传第五十一 – 李諮・程戡・夏侯嶠・盛度・丁度・張观・鄭戩・明鎬・王則・王堯臣・孫抃・田況
52. 列传第五十二 – 田錫・王禹偁・張詠
53. 列传第五十三 – 掌禹錫・蘇紳・王洙・胥偃・柳植・聶冠卿・馮元・趙師民・張錫・張揆・楊安国
54. 列传第五十四 – 尹洙・孫甫・謝絳・葉清臣・楊察
55. 列传第五十五 – 韓丕・師頏・張茂直・梁顥・楊徽之・呂文仲・王著・呂祐之・潘慎修・杜鎬・查道
56. 列传第五十六 – 孔道輔・鞠詠・劉隨・曹修古・郭劝・段少連
57. 列传第五十七 – 彭乘・嵇穎・梅摯・司馬池・李及・燕肅・蒋堂・劉夔・馬亮・陳希亮
58. 列传第五十八 – 狄棐・郎簡・孫祖德・張若谷・石揚休・祖士衡・李垂・張洞・李仕衡・李溥・胡則・薛颜・許元・鍾離瑾・孫沖・崔嶧・田瑜・施昌言
59. 列传第五十九 – 楊偕・王沿・杜杞・楊畋・周湛・徐的・姚仲孫・陳太素・李虚己・張傅・俞献卿・陳從易・楊大雅
60. 列传第六十 – 边肅・梅詢・馬元方・薛田・寇瑊・楊日严・李行簡・章頻・陳琰・李宥・張秉・張擇行・鄭向・郭稹・趙賀・高覿・袁抗・徐起・張旨・齐廓・鄭驤
61. 列传第六十一 – 王臻・魚周詢・賈黯・李京・呂景初・吴及・范師道・李絢・何中立・沈邈
62. 列传第六十二 – 張昷之・魏瓘・滕宗諒・李防・趙湘・唐肅・張述・黄震・胡順之・陳貫・范祥・田京
63. 列传第六十三 – 周渭・梁鼎・范正辞・劉師道・王济・方偕・曹穎叔・劉元瑜・楊告・趙及・劉湜・王彬・仲簡
64. 列传第六十四 – 楊億・晁迥・劉筠・薛映
65. 列传第六十五 – 謝泌・孫何・朱台符・戚綸・張去華・樂黃目・樂史・柴成務
66. 列传第六十六 – 喬維岳・張雍・董儼・魏廷式・盧琰・宋摶・凌策・楊覃・陳世卿・李若拙・陳知微
67. 列传第六十七 – 上官正・盧斌・周審玉・裴济・李继宣・張旦・張煦・張佶
68. 列传第六十八 – 王延德・常延信・程德玄・王延德・魏震・張質・楊允恭・秦羲・謝德权・閻日新・靳怀德
69. 列传第六十九 – 李迪・王曾・張知白・杜衍
70. 列传第七十 – 晏殊・龐籍・王隨・章得象・呂夷簡・張士遜
71. 列传第七十一 – 韓琦・曾公亮・陳升之・吴充・王珪
72. 列传第七十二 – 富弼・文彦博
73. 列传第七十三 – 范仲淹・范純仁
74. 列传第七十四 – 韓億・韓絳・韓維・韓縝
75. 列传第七十五 – 包拯・吴奎・趙抃・唐介
76. 列传第七十六 – 邵亢・馮京・錢惟演
77. 列传第七十七 – 張方平・王拱辰・張昪・趙槩・胡宿
78. 列传第七十八 – 歐陽脩・劉敞・曾鞏
79. 列传第七十九 – 蔡襄・呂溱・王素・余靖・彭思永・張存
80. 列传第八十 – 鄭獬・陳襄・錢公輔・孫洙・豐稷・呂誨・劉述・劉琦・錢顗・鄭俠
81. 列传第八十一 – 何郯・吴中復・陳薦・王猎・孫思恭・周孟陽・齐恢・楊繪・劉庠・朱京
82. 列传第八十二 – 蔚昭敏・高化・周美・閻守恭・孟元・劉謙・趙振・張忠・范恪・馬怀德・安俊・向宝
83. 列传第八十三 – 石普・張孜・許怀德・李允則・張亢・劉文質・趙滋
84. 列传第八十四 – 劉平・任福
85. 列传第八十五 – 景泰・王信・蒋偕・張忠・郭恩・張岊・張君平・史方・盧鑑・李渭・王果・郭諮・田敏・侍其曙・康德輿・張昭遠
86. 列传第八十六 – 王安石・王安礼・王安国
87. 列传第八十七 – 李清臣・安燾・張璪・蒲宗孟・黄履・蔡挺・王韶・薛向・章楶
88. 列传第八十八 -  常秩・鄧綰・李定・舒亶・蹇周輔・徐鐸・王广淵・王陶・王子韶・何正臣・陳繹
89. 列传第八十九 – 任顓・李参・郭申錫・傅求・張景憲・竇卞・張瓌・孫瑜・許遵・盧士宗・錢象先・韓璹・杜純・杜常・謝麟・王宗望・王吉甫
90. 列传第九十 – 孫長卿・周沆・李中師・羅拯・馬仲甫・王居卿・孫構・張詵・蘇寀・馬從先・沈遘・李大臨・呂夏卿・祖無擇・程師孟・張問・苗時中・韓贄・楚建中・張頡・盧革
91. 列传第九十一 – 滕元发・李師中・陸詵・趙禼・孫路・游師雄・穆衍
92. 列传第九十二 – 楊佐・李兌・沈立・張掞・張燾・俞充・劉瑾・閻詢・葛宮・張田・荣諲・李載・姚渙・朱景・李琮・朱寿隆・盧士宏・单煦・楊仲元・余良肱・潘夙
93. 列传第九十三 – 徐禧・高永能・沈起・劉彝・熊本・蕭注・陶弼・林广
94. 列传第九十四 – 种世衡
95. 列传第九十五 – 司馬光・呂公著
96. 列传第九十六 - 范鎮
97. 列传第九十七 – 蘇軾
98. 列传第九十八 – 蘇轍
99. 列传第九十九 – 呂大防・劉摯・蘇頌
100. 列传第一百 – 王存・孫固・趙瞻・傅堯俞
101. 列传第一百一 – 梁燾・王岩叟・鄭雍・孫永
102. 列传第一百二 – 元絳・許将・鄧潤甫・林希・蒋之奇・陸佃・吴居厚・温益
103. 列传第一百三 – 孫觉・李常・孔文仲・李周・鮮于侁・顧臨・李之純・王覿・馬默
104. 列传第一百四 – 劉安世・鄒浩・陳瓘・任伯雨
105. 列传第一百五 – 陳次升・陳師錫・彭汝礪・呂陶・張庭堅・龔夬・孫諤・陳軒・江公望・陳祐・常安民
106. 列传第一百六 – 孫鼛・吴時・李昭藜・吴師礼・王漢之・黄廉・朱服・張舜民・盛陶・章衡・顏復・孫升・韓川・龔鼎臣・鄭穆・席旦・喬執中
107. 列传第一百七 – 傅楫・沈畸・徐勣・張汝明・黄葆光・石公弼・毛注・洪彦昇・鍾传・陶節夫・毛漸・王祖道・張庄・趙遹
108. 列传第一百八 – 郝質・賈逵・竇舜卿・劉昌祚・盧政・燕達・姚兕・楊遂・劉舜卿・宋守約
109. 列传第一百九 – 苗授・王君万・張守約・王文郁・周永清・劉紹能・王光祖・李浩・和斌・劉仲武・曲珍・劉闃・郭成・賈嵓・張整・張蘊・王恩・楊應詢・趙隆
110. 列传第一百十 – 趙挺之・張商英・劉正夫・何執中・鄭居中・張康国・朱諤・劉逵・林攄・管師仁・侯蒙
111. 列传第一百十一 – 唐恪・李邦彦・余深・薛昂・吴敏・王安中・王襄・趙野・曹輔・耿南仲
112. 列传第一百十二 – 何㮚・孫傅・陳過庭・張叔夜・聶昌・張閣・張近・鄭僅・宇文昌龄・許幾・程之邵・龔原・崔公度・蒲卣
113. 列传第一百十三 – 沈銖・路昌衡・謝文瓘・陸蘊・黄寔・姚祐・楼异・沈積中・李伯宗・汪澥・何常・葉祖洽・時彦・霍端友・俞㮚・蔡薿
114. 列传第一百十四 – 賈易・董敦逸・上官均・来之邵・葉涛・楊畏・崔台符・楊汲・呂嘉問・李南公・董必・虞策・郭知章
115. 列传第一百十五 – 劉拯・錢遹・許敦仁・吴執中・吴材・劉昺・宋喬年・強淵明・蔡居厚・劉嗣明・蒋静・賈偉節・崔鶠・張根・任諒・周常
116. 列传第一百十六 – 何灌・李熙靖・王雲・譚世勣・梅执礼・程振・劉延慶
117. 列传第一百十七 – 李綱上
118. 列传第一百十八 - 李綱下
119. 列传第一百十九 – 宗泽・趙鼎
120. 列传第一百二十 – 張浚
121. 列传第一百二十一 – 朱勝非・呂頤浩・范宗尹・范致虚・呂好問
122. 列传第一百二十二 – 李光・許翰・許景衡・張愨・張所・陳禾・蒋猷
123. 列传第一百二十三 – 韓世忠
124. 列传第一百二十四 – 岳飛
125. 列传第一百二十五 – 劉錡・吴玠・吴璘
126. 列传第一百二十六 – 李显忠・楊存中・郭浩・楊政
127. 列传第一百二十七 – 王德・王彦・魏勝・張憲・楊再興・牛皋・胡閎休
128. 列传第一百二十八 – 張俊・張宗顏・劉光世・王淵・解元・曲端
129. 列传第一百二十九 – 王友直・李宝・成閔・趙密・劉子羽・呂祉・胡世将・鄭剛中
130. 列传第一百三十 – 白時中・徐处仁・馮澥・王倫・宇文虚中・湯思退
131. 列传第一百三十一 – 朱倬・王綸・尹穡・王之望・徐俯・沈與求・翟汝文・王庶・辛炳
132. 列传第一百三十二 – 朱弁・鄭望之・張邵・洪皓
133. 列传第一百三十三 – 張九成・胡銓・廖剛・李迨・趙開
134. 列传第一百三十四 – 鄧肅・李邴・滕康・張守・富直柔・馮康国
135. 列传第一百三十五 – 常同・張致遠・薛徽言・陳淵・魏矼・潘良貴・呂本中
136. 列传第一百三十六 – 向子諲・陳規・季陵・盧知原・陳桷・李璆・李朴・王庠・王衣
137. 列传第一百三十七 – 衛膚敏・劉珏・胡舜陟・沈晦・劉一止・胡交修・綦崇礼
138. 列传第一百三十八 – 章誼・韓肖冑・陳公輔・張觷・胡松年・曹勛・李稙・韓公裔
139. 列传第一百三十九 - 何鑄・王次翁・范同・楊愿・楼炤・勾龍如淵・薛弼・羅汝楫・蕭振
140. 列传第一百四十 – 范如圭・吴表臣・王居正・晏敦復・黄龟年・程瑀・張闡・洪擬・趙逵
141. 列传第一百四十一 - 張燾・黄中・孫道夫・曾幾・勾涛・李弥遜
142. 列传第一百四十二 – 陳俊卿・虞允文・辛次膺
143. 列传第一百四十三 – 陳康伯・梁克家・汪澈・葉義問・蒋芾・葉顒・葉衡
144. 列传第一百四十四 – 葛邲・錢端礼・魏杞・周葵・施師點・蕭燧・龔茂良
145. 列传第一百四十五 – 劉珙・王藺・黄祖舜・王大宝・金安節・王剛中・李彦穎・范成大
146. 列传第一百四十六 – 黄洽・汪应辰・王十朋・吴芾・陳良翰・杜莘老
147. 列传第一百四十七 – 周執羔・王希呂・陳良祐・李浩・陳橐・胡沂・唐文若・李燾
148. 列传第一百四十八 – 尤袤・謝諤・顏師魯・袁樞・李椿・劉儀鳳・張孝祥
149. 列传第一百四十九 – 李衡・王自中・家愿・張綱・張大经・蔡洸・莫濛・周淙・劉章・沈作賓
150. 列传第一百五十 – 周必大・留正・胡晋臣
151. 列传第一百五十一 – 趙汝愚
152. 列传第一百五十二 – 彭龟年・黄裳・羅點・黄度・林大中・陳騤・黄黼・詹體仁
153. 列传第一百五十三 – 胡紘・何澹・林栗・高文虎・陳自強・鄭丙・京鏜・謝深甫・許及之・梁汝嘉
154. 列传第一百五十四 – 楼鑰・李大性・任希夷・徐应龍・庄夏・王阮・王質・陸游・方信孺・王柟
155. 列传第一百五十五 – 史浩・王淮・趙雄・权邦彦・程松・陳謙・張岩
156. 列传第一百五十六 – 徐誼・吴猎・項安世・薛叔似・劉甲・楊輔・劉光祖
157. 列传第一百五十七 – 余端礼・李壁・丘崈・倪思・宇文紹節・李蘩
158. 列传第一百五十八 – 鄭瑴・仇悆・高登・婁寅亮・宋汝為
159. 列传第一百五十九 – 王信・汪大猷・袁燮・吴柔勝・游仲鴻・李祥・王介・宋德之・楊大全
160. 列传第一百六十 – 辛棄疾・何异・劉宰・劉爚・柴中行・李孟传
161. 列传第一百六十一 – 陳敏・張詔・畢再遇・安丙・楊巨源・李好義
162. 列传第一百六十二 – 趙方・賈涉・扈再興・孟宗政・張威
163. 列传第一百六十三 – 汪若海・張運・柳約・李舜臣・孫逢吉・章穎・商飛卿・劉穎・徐邦憲
164. 列传第一百六十四 – 李宗勉・袁甫・劉黻・王居安
165. 列传第一百六十五 – 崔與之・洪咨夔・許奕・陳居仁・劉漢弼
166. 列传第一百六十六 – 杜範・楊簡・張虙・呂午
167. 列传第一百六十七 – 吴昌裔・汪綱・陳宓・王霆
168. 列传第一百六十八 – 高定子・高斯得・張忠恕・唐璘
169. 列传第一百六十九 – 婁機・沈煥・曹彦约・范应鈴・徐经孫
170. 列传第一百七十 – 湯璹・蒋重珍・牟子才・朱貔孫・歐陽守道
171. 列传第一百七十一 – 孟珙・杜杲・王登・楊掞・張惟孝・陳咸
172. 列传第一百七十二 – 趙汝談・趙汝讜・趙希錧・趙彦吶・趙善湘・趙與懽・趙愿
173. 列传第一百七十三 – 史弥遠・刘清之・史嵩之・董槐・葉夢鼎・馬廷鸞
174. 列传第一百七十四 – 傅伯成・葛洪・曾三復・黄疇若・袁韶・危稹・程公許・羅必元・王遂
175. 列传第一百七十五 – 吴淵・余玠・汪立信・向士璧・胡穎・冷应澂・曹叔遠・王万・馬光祖
176. 列传第一百七十六 – 喬行簡・范鍾・游似・趙葵・謝方叔
177. 列传第一百七十七 – 吴潜・程元鳳・江万里・王爚・章鑑・陳宜中・文天祥
178. 列传第一百七十八 – 宣繒・薛極・陳貴誼・曾從龍・鄭性之・李鳴復・鄒应龍・余天錫・許应龍・林略・徐荣叟・別之傑・劉伯正・金淵・李性传・陳韡
179. 列传第一百七十九 – 王伯大・鄭寀・应𢖟・徐清叟・李曾伯・王埜・蔡抗・張磻・馬天驥・朱熠・饒虎臣・戴慶炣・皮龍荣・沈炎
180. 列传第一百八十 – 楊棟・姚希得・包恢・常挺・陳宗礼・常楙・家鉉翁・李庭芝
181. 列传第一百八十一 – 林勳・劉才邵・許忻・应孟明・曾三聘・徐僑・度正・程珌・牛大年・陳仲微・梁成大・李知孝
182. 列传第一百八十二 – 吴泳・徐範・李韶・王邁・史弥鞏・陳塤・趙与𥲅・李大同・黄㽦・楊大異
183. 列传第一百八十三 – 陸持之・徐鹿卿・趙逢龍・趙汝騰・孫夢观・洪天錫・黄師雍・徐元杰・孫子秀・李伯玉
184. 列传第一百八十四 – 劉应龍・潘牥・洪芹・趙景緯・馮去非・徐霖・徐宗仁・危昭德・陳塏・楊文仲・謝枋得
185. 列传第一百八十五 循吏 – 陳靖・張綸・邵曄・崔立・魯有開・張逸・吴遵路・趙尚寬・高賦・程師孟・韓晋卿・葉康直
186. 列传第一百八十六 道学一 – 周敦頤・程顥・程頤・張載・邵雍
187. 列传第一百八十七 道学二 – 劉絢・李籲・謝良佐・游酢・張繹・蘇昺・尹焞・楊時・羅從彦・李侗
188. 列传第一百八十八 道学三 – 朱熹・張栻
189. 列传第一百八十九 道学四 – 黄榦・李燔・張洽・陳淳・李方子・黄灝
190. 列传第一百九十 儒林一 – 聶崇義・邢昺・孫奭・王昭素・孔維・孔宜・崔頌・尹拙・田敏・辛文悦・李觉・崔頤正・李之才
191. 列传第一百九十一 儒林二 – 胡旦・賈同・劉顏・高弁・孫復・石介・胡瑗・劉羲叟・林概・李覯・何涉・王回・周堯卿・王当・陳暘
192. 列传第一百九十二 儒林三 – 邵伯温・喻樗・洪興祖・高閌・程大昌・林之奇・林光朝・楊万里
193. 列传第一百九十三 儒林四 – 劉子翬・呂祖謙・蔡元定・陸九龄・陸九淵・薛季宣・陳傅良・葉適・戴溪・蔡幼学・楊泰之
194. 列传第一百九十四 儒林五 – 范沖・朱震・胡安国
195. 列传第一百九十五 儒林六 – 陳亮・鄭樵・李道传
196. 列传第一百九十六 儒林七 – 程迥・劉清之・真德秀・魏了翁・廖德明
197. 列传第一百九十七 儒林八 – 湯漢・何基・王柏・徐夢莘・李心传・葉味道・王应麟・黄震
198. 列传第一百九十八 文苑一 – 宋白・梁周翰・朱昂・趙鄰幾・鄭起・和峴・馮吉
199. 列传第一百九十九 文苑二 – 高頔・李度・韓溥・鞠常・宋準・柳開・夏侯嘉正・羅处約・安德裕・錢熙
200. 列传第二百 文苑三 – 陳充・吴淑・黄夷簡・徐鉉・句中正・曾致堯・刁衎・姚鉉・李建中・洪湛・路振・崔遵度・陳越
201. 列传第二百一 文苑四 – 穆修・石延年・蕭貫・蘇舜欽・尹源・黄亢・黄鑑・楊蟠・颜太初・郭忠恕
202. 列传第二百二 文苑五 – 梅堯臣・江休復・蘇洵・章望之・王逢・孫唐卿・唐庚・文同・楊傑・賀鑄・劉涇・鮑由・黄伯思
203. 列传第二百三 文苑六 – 黄庭堅・晁補之・秦观・張耒・陳師道・李廌・劉恕・王無咎・蔡肇・李格非・呂南公・郭祥正・米芾・劉詵・倪涛・李公麟・周邦彦・朱長文・劉弇
204. 列传第二百四 文苑七 – 陳与義・汪藻・葉夢得・程俱・張嵲・韓駒・朱敦儒・葛勝仲・態克・張即之
205. 列传第二百五 忠義一 – 康保裔・馬遂・董元亨・曹覲・蘇緘・秦传序・詹良臣・李若水・劉韐・傅察・楊震・張克戩・張確・朱昭・史抗・孫益
206. 列传第二百六 忠義二 – 霍安国・李涓・李邈・徐揆・陳遘・趙不試・趙令峸・唐重・徐徽言・向子韶・楊邦乂
207. 列传第二百七 忠義三 – 曾怘・劉汲・鄭驤・呂由誠・郭永・韓浩・歐陽珣・張忠輔・李彦仙・趙立・王忠植・唐琦・李震・陳求道
208. 列传第二百八 忠義四 – 崔纵・林沖之・滕茂实・魏行可・閻進・趙師檟・易青・胡斌・范旺・馬俊・楊震仲・高稼・曹友聞・陳寅・許彪孫・陳隆之・王翊・李誠之
209. 列传第二百九 忠義五 – 陳元桂・張順・范天順・牛富・边居誼・陳炤・尹玉・李芾・尹穀・趙卯发・唐震・趙與檡・趙淮
210. 列传第二百十 忠義六 – 趙良淳・姜才・馬塈・密佑・張世傑・陸秀夫・徐应鑣・陳文龍・鄧得遇・張玨
211. 列传第二百十一 忠義七 – 高敏・景思忠・王奇・庄興祖・郭滸・吴革・李翼・趙士隆・陳淬・黄友・郝仲連・劉惟輔・牛皓・魏彦明・劉士英・翟興・朱蹕・龔楫・凌唐佐・楊粹中・彊霓・郭僎・司馬夢求・林空齐・黄介・孫益・王仙・吴楚材・李成大・陶居仁
212. 列传第二百十二 忠義八 – 高永年・鞠嗣復・孫昭遠・曾孝序・趙伯振・王士言・薛慶・孫暉・宋昌祚・李政・姜綬・劉宣・屈堅・鄭覃・姚興・張玘・陳亨祖・王拱・劉泰・孫逢・劉化源・胡唐老・王儔・劉晏・鄭振・孟彦卿・高談・連万夫・王大寿・薛良显・唐敏求・王師道
213. 列传第二百十三 忠義九 – 趙時賞・趙希洎・劉子薦・呂文信・鍾季玉・耿世安・丁黼・米立・侯畐・王孝忠・高应松・黄申・陳羍・蕭雷龍・宋应龍・鄒洬・何時・劉士昭
214. 列传第二百十四 忠義十 – 陳東・歐陽澈・馬伸・呂祖俭・呂祖泰・楊宏中・華岳・鄧若水・僧真宝・莫謙之・徐道明
215. 列传第二百十五 孝義 – 李璘・徐承珪・劉孝忠・呂昇・羅居通・齐得一・李罕澄・邢神留・許祚・胡仲堯・陳兢・洪文撫・易延慶・董道明・郭琮・顧忻・朱泰・成象・陳思道・方綱・龐天祐・劉斌・樊景温・祁暐・何保之・李玭・侯義・王光济・江白・裘承詢・常真・杜誼・姚宗明・鄧中和・毛安輿・李訪・朱寿昌・侯可・申積中・郝戭・支漸・鄧宗古・沈宣・蘇慶文・仰忻・趙伯深・彭瑜・毛洵・楊慶・陳宗・郭義・申世宁・苟与龄・王珠・顏詡・張伯威・蔡定・鄭綺
216. 列传第二百十六 隱逸上 – 戚同文・陳摶・种放・万適・李瀆・魏野・邢敦・林逋・高懌・徐復・孔旼・何群
217. 列传第二百十七 隱逸中 – 王樵・張愈・黄晞・周啟明・代淵・陳烈・孫侔・劉易・姜潜・連庶・章詧・俞汝尚・陽孝本・鄧孝甫・宇文之邵・吴瑛・松江漁翁・杜生・順昌山人・南安翁・張𡒊
218. 列传第二百十八 隱逸下/卓行 – 徐中行・蘇雲卿・譙定・王忠民・劉勉之・胡憲・郭雍・劉愚・魏掞之・安世通/劉庭式・巢谷・徐積・曾叔卿・劉永一
219. 列传第二百十九 列女 - 朱娥・張氏・彭列女・郝節娥・朱氏・崔氏・趙氏・丁氏・項氏・王氏二婦・徐氏・荣氏・何氏・董氏・譚氏・劉氏・張氏・師氏・陳堂前・節婦廖氏・劉當可母・曾氏婦・王袤妻・涂端友妻・詹氏女・劉生妻・謝泌妻・謝枋得妻・王貞婦・趙淮妾・譚氏婦・吴中孚妻・呂仲洙女・林老女・童氏女・韓氏女韓希孟・王氏婦・劉仝子妻・毛惜惜
220. 列传第二百二十 方技上 – 趙修己・王处訥・苗訓・馬韶・楚芝蘭・韓显符・史序・周克明・劉翰・王怀隐・趙自化・馮文智・沙門洪蘊・蘇澄隐・丁少微・趙自然
221. 列传第二百二十一 方技下 – 賀蘭棲真・柴通玄・甄棲真・楚衍・僧志言・僧怀丙・許希・龐安時・錢乙・僧智縁・郭天信・魏漢津・王老志・王仔昔・林灵素・皇甫坦・王克明・莎衣道人・孫守荣
222. 列传第二百二十二 外戚上 – 杜審琦・賀令图・王继勳・劉知信・劉文裕・劉美・郭崇仁・楊景宗・符惟忠・柴宗慶・張堯佐
223. 列传第二百二十三 外戚中 – 王貽永・李昭亮・李用和・李遵勗・曹佾・高遵裕・向传範・張敦礼・任泽
224. 列传第二百二十四 外戚下 – 孟忠厚・韋淵・錢忱・邢煥・潘永思・吴益・李道・鄭興裔・楊次山
225. 列传第二百二十五 宦者一 – 竇神宝・王仁睿・王继恩・李神福・劉承規・閻承翰・秦翰・周怀政・張崇貴・張继能・衛紹欽・石知顒・鄧守恩
226. 列传第二百二十六 宦者二 – 楊守珍・韓守英・藍继宗・張惟吉・甘昭吉・卢守懃・王守規・李憲・張茂則・宋用臣・王中正・李舜举・石得一・梁從吉・劉惟簡
227. 列传第二百二十七 宦者三 – 李祥・陳衍・馮世宁・李继和・高居簡・程昉・蘇利涉・雷允恭・閻文应・任守忠・童貫・梁師成・楊戩
228. 列传第二百二十八 宦者四 – 邵成章・藍珪・馮益・張去為・陳源・甘昪・王德謙・關禮・董宋臣
229. 列传第二百二十九 佞幸 – 弭德超・侯莫陳利用・趙贊・王黼・朱勔・王继先・曾覿・張説・王抃・姜特立
230. 列传第二百三十 奸臣一 – 蔡確・邢恕・呂惠卿・章惇・曾布・安惇
231. 列传第二百三十一 奸臣二 – 蔡京・趙良嗣
232. 列传第二百三十二 奸臣三 – 黄潜善・汪伯彦・秦檜
233. 列传第二百三十三 奸臣四 – 万俟卨・韓侂冑・丁大全・賈似道
234. 列传第二百三十四 判臣上 – 張邦昌・劉豫・苗傅・杜充・吴曦
235. 列传第二百三十五 判臣中 – 李全上
236. 列传第二百三十六 判臣下 – 李全下
237. 列传第二百三十七 世家一 - 南唐李氏
238. 列传第二百三十八 世家二 - 西蜀孟氏
239. 列传第二百三十九 世家三 – 吴越錢氏
240. 列传第二百四十 世家四 - 南漢劉氏
241. 列传第二百四十一 世家五 - 北漢劉氏
242. 列传第二百四十二 世家六 - 湖南周氏・荊南高氏・漳泉留氏・漳泉陳氏
243. 列传第二百四十三 周三臣 – 韓通・李筠・李重進
244. 列传第二百四十四 外国一 – 夏国上
245. 列传第二百四十五 外国二 – 夏国下
246. 列传第二百四十六 外国三 – 高麗
247. 列传第二百四十七 外国四 – 交阯・大理
248. 列传第二百四十八 外国五 – 占城・真臘・蒲甘・邈黎・三佛齐・闍婆・勃泥・注輦・丹眉流
249. 列传第二百四十九 外国六 – 天竺・于闐・高昌・回鶻・大食・層檀・龟茲・沙州・拂菻
250. 列传第二百五十 外国七 – 流求国・定安国・渤海国・日本国・党項
251. 列传第二百五十一 外国八 – 吐蕃
252. 列传第二百五十二 蛮夷一 - 西南溪峒諸蛮上
253. 列传第二百五十三 蛮夷二 - 西南溪峒諸蛮下・梅山峒・誠徽州・南丹州
254. 列传第二百五十四 蛮夷三 - 撫水州・广源州・黎洞・環州
255. 列传第二百五十五 蛮夷四 - 西南諸夷・黎州諸蛮・敘州三路蛮・威茂渝州蛮・黔涪施高徼外諸蛮・瀘州蛮